# Ronde van Turkije 2021
De 56e editie van de meerdaagse wielerwedstrijd Ronde van Turkije vond plaats van 11 tot en met 18 april 2021. De ronde maakt deel uit van de UCI ProSeries.

## Deelnemende ploegen
| UCI World Tour         | Pro Tour                    | Pro Tour               | Continentaal                    |
| ---------------------- | --------------------------- | ---------------------- | ------------------------------- |
| Astana-Premier Tech    | Alpecin-Fenix               | EOLO-Kometa            | À Bloc CT                       |
| Deceuninck–Quick-Step  | Androni Giocattoli-Sidermec | Equipo Kern Pharma     | Salcano Sakarya BB Team         |
| Israel Start-Up Nation | Bardiani-CSF-Faizanè        | Euskaltel-Euskadi      | Spor Toto Cycling Team          |
|                        | B&B Hotels p/b KTM          | Gazprom-RusVelo        | Team NIPPO-Provence-PTS Conti   |
|                        | Bingoal Pauwels Sauces WB   | Rally Cycling          | Team Sapura Cycling             |
|                        | Burgos-BH                   | Team Novo Nordisk      | Team SKS Sauerland NRW          |
|                        | Caja Rural-Seguros RGA      | Uno-X Pro Cycling Team | Wildlife Generation Pro Cycling |
|                        | DELKO                       |                        |                                 |

## Etappe-overzicht
| etappe | datum    | start    | finish            | afstand | type       | winnaar          | Klassementsleider |
| ------ | -------- | -------- | ----------------- | ------- | ---------- | ---------------- | ----------------- |
| 1      | 11 april | Konya    | Konya             | 72,4    | Heuvelrit  | Arvid de Kleijn  | Arvid de Kleijn   |
| 2      | 12 april | Konya    | Konya             | 144,9   | Heuvelrit  | Mark Cavendish   | Mark Cavendish    |
| 3      | 13 april | Beyşehir | Alanya            | 212,6   | Vlakke rit | Mark Cavendish   | Mark Cavendish    |
| 4      | 14 april | Alanya   | Kemer             | 184,4   | Vlakke rit | Mark Cavendish   | Mark Cavendish    |
| 5      | 15 april | Kemer    | Elmalı (Göğübeli) | 160,3   | Bergrit    | José Manuel Díaz | José Manuel Díaz  |
| 6      | 16 april | Fethiye  | Marmaris          | 169,2   | Heuvelrit  | Jasper Philipsen | José Manuel Díaz  |
| 7      | 17 april | Marmaris | Turgutreis        | 180     | Heuvelrit  | Jasper Philipsen | José Manuel Díaz  |
| 8      | 18 april | Bodrum   | Kuşadası          | 160,3   | Heuvelrit  | Mark Cavendish   | José Manuel Díaz  |

## Etappe-uitslagen

### 1e etappe
| Konya – Konya (72,4 km) |                      |                         |          |
| Plaats                  | Naam                 | Ploeg                   | Tijd     |
| Winnaar                 | Arvid de Kleijn      | Rally Cycling           | 1u35'38" |
| 2                       | Kristoffer Halvorsen | Uno-X Pro Cycling Team  | z.t.     |
| 3                       | Pierre Barbier       | DELKO                   | z.t.     |
| 4                       | Mark Cavendish       | Deceuninck - Quick Step | z.t.     |
| 5                       | Jasper Philipsen     | Alpecin-Fenix           | z.t.     |
| 6                       | André Greipel        | Israel Start-Up Nation  | z.t.     |
| 7                       | Giovanni Lonardi     | Bardiani-CSF-Faizanè    | z.t.     |
| 8                       | Manuel Belletti      | EOLO-Kometa             | z.t.     |
| 9                       | Manuel Peñalver      | Burgos-BH               | z.t.     |
| 10                      | Eduard-Michael Grosu | DELKO                   | z.t.     |

| Algemeen klassement |                      |                           |          |
| Plaats              | Naam                 | Ploeg                     | Tijd     |
| Lichtblauwe trui    | Arvid de Kleijn      | Rally Cycling             | 1u35'28" |
| 2                   | Kristoffer Halvorsen | Uno-X Pro Cycling Team    | + 4"     |
| 3                   | Pierre Barbier       | DELKO                     | + 6"     |
| 4                   | Sean De Bie          | Bingoal Pauwels Sauces WB | + 7"     |
| 5                   | Ivar Slik            | À Bloc CT                 | + 8"     |
| 6                   | Vitalij Boets        | Salcano Sakarya BB Team   | + 9"     |
| 7                   | Mark Cavendish       | Deceuninck - Quick Step   | + 10"    |
| 8                   | Jasper Philipsen     | Alpecin-Fenix             | z.t.     |
| 9                   | André Greipel        | Israel Start-Up Nation    | z.t.     |
| 10                  | Giovanni Lonardi     | Bardiani-CSF-Faizanè      | z.t.     |

### 2e etappe
| Konya – Konya (144,9 km) |                       |                           |          |
| Plaats                   | Naam                  | Ploeg                     | Tijd     |
| Winnaar                  | Mark Cavendish        | Deceuninck - Quick Step   | 3u17'26" |
| 2                        | Jasper Philipsen      | Alpecin-Fenix             | z.t.     |
| 3                        | André Greipel         | Israel Start-Up Nation    | z.t.     |
| 4                        | Arvid de Kleijn       | Rally Cycling             | z.t.     |
| 5                        | Stanisław Aniołkowski | Bingoal Pauwels Sauces WB | z.t.     |
| 6                        | Manuel Peñalver       | Burgos-BH                 | z.t.     |
| 7                        | Giovanni Lonardi      | Bardiani-CSF-Faizanè      | z.t.     |
| 8                        | Luca Mozzato          | B&B Hotels p/b KTM        | z.t.     |
| 9                        | Rick Zabel            | Israel Start-Up Nation    | z.t.     |
| 10                       | Søren Wærenskjold     | Uno-X Pro Cycling Team    | z.t.     |

| Algemeen klassement |                      |                           |          |
| Plaats              | Naam                 | Ploeg                     | Tijd     |
| Lichtblauwe trui    | Mark Cavendish       | Deceuninck - Quick Step   | 4u52'54" |
| 2                   | Arvid de Kleijn      | Rally Cycling             | z.t.     |
| 3                   | Jasper Philipsen     | Alpecin-Fenix             | + 4"     |
| 4                   | Kristoffer Halvorsen | Uno-X Pro Cycling Team    | z.t.     |
| 5                   | André Greipel        | Israel Start-Up Nation    | + 6"     |
| 6                   | Pierre Barbier       | DELKO                     | z.t.     |
| 7                   | Artjom Zacharov      | Astana-Premier Tech       | + 7"     |
| 8                   | Sean De Bie          | Bingoal Pauwels Sauces WB | z.t.     |
| 9                   | Ivar Slik            | À Bloc CT                 | + 8"     |
| 10                  | Vitalij Boets        | Salcano Sakarya BB Team   | z.t.     |

### 3e etappe
| Beyşehir – Alanya (212,6 km) |                       |                           |          |
| Plaats                       | Naam                  | Ploeg                     | Tijd     |
| Winnaar                      | Mark Cavendish        | Deceuninck - Quick Step   | 5u10'30" |
| 2                            | Jasper Philipsen      | Alpecin-Fenix             | z.t.     |
| 3                            | Stanisław Aniołkowski | Bingoal Pauwels Sauces WB | z.t.     |
| 4                            | Kristoffer Halvorsen  | Uno-X Pro Cycling Team    | z.t.     |
| 5                            | André Greipel         | Israel Start-Up Nation    | z.t.     |
| 6                            | Manuel Belletti       | EOLO-Kometa               | z.t.     |
| 7                            | Arvid de Kleijn       | Rally Cycling             | z.t.     |
| 8                            | Lionel Taminiaux      | Alpecin-Fenix             | z.t.     |
| 9                            | Eduard-Michael Grosu  | DELKO                     | z.t.     |
| 10                           | Giovanni Lonardi      | Bardiani-CSF-Faizanè      | z.t.     |

| Algemeen klassement |                       |                           |           |
| Plaats              | Naam                  | Ploeg                     | Tijd      |
| Lichtblauwe trui    | Mark Cavendish        | Deceuninck - Quick Step   | 10u03'14" |
| 2                   | Jasper Philipsen      | Alpecin-Fenix             | + 8"      |
| 3                   | Arvid de Kleijn       | Rally Cycling             | + 10"     |
| 4                   | Kristoffer Halvorsen  | Uno-X Pro Cycling Team    | + 14"     |
| 5                   | André Greipel         | Israel Start-Up Nation    | + 16"     |
| 6                   | Stanisław Aniołkowski | Bingoal Pauwels Sauces WB | z.t.      |
| 7                   | Pierre Barbier        | DELKO                     | z.t.      |
| 8                   | Artjom Zacharov       | Astana-Premier Tech       | + 17"     |
| 9                   | Garikoitz Bravo       | Euskaltel - Euskadi       | z.t.      |
| 10                  | Sean De Bie           | Bingoal Pauwels Sauces WB | z.t.      |

### 4e etappe
| Alanya – Kemer (184,4 km) |                       |                           |          |
| Plaats                    | Naam                  | Ploeg                     | Tijd     |
| Winnaar                   | Mark Cavendish        | Deceuninck - Quick Step   | 4u09'38" |
| 2                         | Jasper Philipsen      | Alpecin-Fenix             | z.t.     |
| 3                         | Stanisław Aniołkowski | Bingoal Pauwels Sauces WB | z.t.     |
| 4                         | Arvid de Kleijn       | Rally Cycling             | z.t.     |
| 5                         | Pierre Barbier        | DELKO                     | z.t.     |
| 6                         | David González        | Caja Rural-Seguros RGA    | z.t.     |
| 7                         | Lars Kulbe            | Team SKS Sauerland NRW    | z.t.     |
| 8                         | Luca Mozzato          | B&B Hotels p/b KTM        | z.t.     |
| 9                         | Mārtiņš Pluto         | À Bloc CT                 | z.t.     |
| 10                        | Damiano Cima          | Gazprom-RusVelo           | z.t.     |

| Algemeen klassement |                              |                           |           |
| Plaats              | Naam                         | Ploeg                     | Tijd      |
| Lichtblauwe trui    | Mark Cavendish               | Deceuninck - Quick Step   | 14u12'42" |
| 2                   | Jasper Philipsen             | Alpecin-Fenix             | + 12"     |
| 3                   | Arvid de Kleijn              | Rally Cycling             | + 20"     |
| 4                   | Stanisław Aniołkowski        | Bingoal Pauwels Sauces WB | + 22"     |
| 5                   | Kristoffer Halvorsen         | Uno-X Pro Cycling Team    | + 24"     |
| 6                   | Pierre Barbier               | DELKO                     | + 26"     |
| 7                   | André Greipel                | Israel Start-Up Nation    | z.t.      |
| 8                   | Artjom Zacharov              | Astana-Premier Tech       | + 27"     |
| 9                   | Garikoitz Bravo              | Euskaltel - Euskadi       | z.t.      |
| 10                  | Muhammad Nur Aiman Bin Rosli | Team Sapura Cycling       | z.t.      |

### 5e etappe
| Kemer – Elmalı (Göğübeli) (160,3 km) |                            |                             |          |
| Plaats                               | Naam                       | Ploeg                       | Tijd     |
| Winnaar                              | José Manuel Díaz           | DELKO                       | 4u25'25" |
| 2                                    | Jay Vine                   | Alpecin-Fenix               | z.t.     |
| 3                                    | Eduardo Sepúlveda          | Androni Giocattoli-Sidermec | z.t.     |
| 4                                    | Anders Halland Johannessen | Uno-X Pro Cycling Team      | + 15"    |
| 5                                    | Jhojan García              | Caja Rural-Seguros RGA      | z.t.     |
| 6                                    | Merhawi Kudus              | Astana-Premier Tech         | + 18"    |
| 7                                    | Anthon Charmig             | Uno-X Pro Cycling Team      | + 20"    |
| 8                                    | Delio Fernández            | DELKO                       | + 23"    |
| 9                                    | Quentin Pacher             | B&B Hotels p/b KTM          | + 38"    |
| 10                                   | Artjom Nytsj               | Gazprom-RusVelo             | + 42"    |
|                                      |                            |                             |          |
| 17                                   | Jetse Bol                  | Burgos-BH                   | + 1'23"  |
| 60                                   | Quentin Venner             | Bingoal Pauwels Sauces WB   | + 6'59"  |

| Algemeen klassement |                            |                             |           |
| Plaats              | Naam                       | Ploeg                       | Tijd      |
| Lichtblauwe trui    | José Manuel Díaz           | DELKO                       | 18u38'27" |
| 2                   | Jay Vine                   | Alpecin-Fenix               | + 4"      |
| 3                   | Eduardo Sepúlveda          | Androni Giocattoli-Sidermec | + 6"      |
| 4                   | Jhojan García              | Caja Rural-Seguros RGA      | + 25"     |
| 5                   | Merhawi Kudus              | Astana-Premier Tech         | + 28"     |
| 6                   | Anthon Charmig             | Uno-X Pro Cycling Team      | + 30"     |
| 7                   | Delio Fernández            | DELKO                       | + 33"     |
| 8                   | Quentin Pacher             | B&B Hotels p/b KTM          | + 48"     |
| 9                   | Artjom Nytsj               | Gazprom-RusVelo             | + 52"     |
| 10                  | Anders Halland Johannessen | Uno-X Pro Cycling Team      | + 55"     |
|                     |                            |                             |           |
| 17                  | Jetse Bol                  | Burgos-BH                   | + 1'33"   |
| 60                  | Quentin Venner             | Bingoal Pauwels Sauces WB   | + 7'09"   |

### 6e etappe
| Fethiye – Marmaris (169,2 km) |                       |                           |          |
| Plaats                        | Naam                  | Ploeg                     | Tijd     |
| Winnaar                       | Jasper Philipsen      | Alpecin-Fenix             | 2u55'50" |
| 2                             | André Greipel         | Israel Start-Up Nation    | z.t.     |
| 3                             | Kristoffer Halvorsen  | Uno-X Pro Cycling Team    | z.t.     |
| 4                             | Mark Cavendish        | Deceuninck - Quick Step   | z.t.     |
| 5                             | Stanisław Aniołkowski | Bingoal Pauwels Sauces WB | z.t.     |
| 6                             | Luca Mozzato          | B&B Hotels p/b KTM        | z.t.     |
| 7                             | Giovanni Lonardi      | Bardiani-CSF-Faizanè      | z.t.     |
| 8                             | Vincenzo Albanese     | EOLO-Kometa               | z.t.     |
| 9                             | Igor Bojev            | Gazprom-RusVelo           | z.t.     |
| 10                            | Mārtiņš Pluto         | À Bloc CT                 | z.t.     |
|                               |                       |                           |          |
| 22                            | Meindert Weulink      | À Bloc CT                 | z.t.     |

| Algemeen klassement |                            |                             |           |
| Plaats              | Naam                       | Ploeg                       | Tijd      |
| Lichtblauwe trui    | José Manuel Díaz           | DELKO                       | 21u34'17" |
| 2                   | Jay Vine                   | Alpecin-Fenix               | + 4"      |
| 3                   | Eduardo Sepúlveda          | Androni Giocattoli-Sidermec | + 6"      |
| 4                   | Jhojan García              | Caja Rural-Seguros RGA      | + 25"     |
| 5                   | Merhawi Kudus              | Astana-Premier Tech         | + 28"     |
| 6                   | Anthon Charmig             | Uno-X Pro Cycling Team      | + 30"     |
| 7                   | Delio Fernández            | DELKO                       | + 33"     |
| 8                   | Quentin Pacher             | B&B Hotels p/b KTM          | + 48"     |
| 9                   | Artjom Nytsj               | Gazprom-RusVelo             | + 52"     |
| 10                  | Anders Halland Johannessen | Uno-X Pro Cycling Team      | + 55"     |
|                     |                            |                             |           |
| 16                  | Jetse Bol                  | Burgos-BH                   | + 1'33"   |
| 62                  | Quentin Venner             | Bingoal Pauwels Sauces WB   | + 9'28"   |

### 7e etappe
| Marmaris – Turgutreis (180 km) |                       |                           |          |
| Plaats                         | Naam                  | Ploeg                     | Tijd     |
| Winnaar                        | Jasper Philipsen      | Alpecin-Fenix             | 4u20'45" |
| 2                              | André Greipel         | Israel Start-Up Nation    | z.t.     |
| 3                              | Mark Cavendish        | Deceuninck - Quick Step   | z.t.     |
| 4                              | Stanisław Aniołkowski | Bingoal Pauwels Sauces WB | z.t.     |
| 5                              | Vincenzo Albanese     | EOLO-Kometa               | z.t.     |
| 6                              | Rick Zabel            | Israel Start-Up Nation    | z.t.     |
| 7                              | Luca Wackermann       | EOLO-Kometa               | z.t.     |
| 8                              | Chleb Broesenski      | Astana-Premier Tech       | z.t.     |
| 9                              | Giovanni Lonardi      | Bardiani-CSF-Faizanè      | z.t.     |
| 10                             | Ahmet Örken           | Team Sapura Cycling       | z.t.     |
|                                |                       |                           |          |
| 15                             | Jetse Bol             | Burgos-BH                 | z.t.     |

| Algemeen klassement |                            |                             |           |
| Plaats              | Naam                       | Ploeg                       | Tijd      |
| Lichtblauwe trui    | José Manuel Díaz           | DELKO                       | 25u55'02" |
| 2                   | Jay Vine                   | Alpecin-Fenix               | + 1"      |
| 3                   | Eduardo Sepúlveda          | Androni Giocattoli-Sidermec | + 6"      |
| 4                   | Jhojan García              | Caja Rural-Seguros RGA      | + 25"     |
| 5                   | Merhawi Kudus              | Astana-Premier Tech         | + 28"     |
| 6                   | Anthon Charmig             | Uno-X Pro Cycling Team      | + 30"     |
| 7                   | Delio Fernández            | DELKO                       | + 33"     |
| 8                   | Artjom Nytsj               | Gazprom-RusVelo             | + 52"     |
| 9                   | Anders Halland Johannessen | Uno-X Pro Cycling Team      | + 55"     |
| 10                  | Garikoitz Bravo            | Euskaltel - Euskadi         | + 1'01"   |
|                     |                            |                             |           |
| 15                  | Jetse Bol                  | Burgos-BH                   | + 1'33"   |
| 52                  | Iljo Keisse                | Deceuninck–Quick-Step       | + 9'28"   |

### 8e etappe
| Bodrum – Kuşadası (160,3 km) |                       |                           |          |
| Plaats                       | Naam                  | Ploeg                     | Tijd     |
| Winnaar                      | Mark Cavendish        | Deceuninck - Quick Step   | 3u24'38" |
| 2                            | Jasper Philipsen      | Alpecin-Fenix             | z.t.     |
| 3                            | Kristoffer Halvorsen  | Uno-X Pro Cycling Team    | z.t.     |
| 4                            | André Greipel         | Israel Start-Up Nation    | z.t.     |
| 5                            | Giovanni Lonardi      | Bardiani-CSF-Faizanè      | z.t.     |
| 6                            | Vincenzo Albanese     | EOLO-Kometa               | z.t.     |
| 7                            | Stanisław Aniołkowski | Bingoal Pauwels Sauces WB | z.t.     |
| 8                            | Damiano Cima          | Gazprom-RusVelo           | z.t.     |
| 9                            | Jokin Aranburu        | Euskaltel-Euskadi         | z.t.     |
| 10                           | Ahmet Örken           | Team Sapura Cycling       | z.t.     |
|                              |                       |                           |          |
| 20                           | Jetse Bol             | Burgos-BH                 | z.t.     |

## Klassementenverloop
| Etappe       | Winnaar          | Algemeen klassement · | Puntenklassement · | Bergklassement · | Turkish Beautiesklassement · | Ploegenklassement         |
| ------------ | ---------------- | --------------------- | ------------------ | ---------------- | ---------------------------- | ------------------------- |
| 1            | Arvid de Kleijn  | Arvid de Kleijn       | Arvid de Kleijn    | Ivar Slik        | Sean De Bie                  | DELKO                     |
| 2            | Mark Cavendish   | Mark Cavendish        | Mark Cavendish     | Vitalij Boets    | Artjom Zacharov              | Alpecin-Fenix             |
| 3            | Mark Cavendish   | Mark Cavendish        | Mark Cavendish     | Vitalij Boets    | Artjom Zacharov              | Bingoal Pauwels Sauces WB |
| 4            | Mark Cavendish   | Mark Cavendish        | Mark Cavendish     | Vitalij Boets    | Ivar Slik                    | À Bloc CT                 |
| 5            | José Manuel Díaz | José Manuel Díaz      | Mark Cavendish     | Vitalij Boets    | Ivar Slik                    | DELKO                     |
| 6            | Jasper Philipsen | José Manuel Díaz      | Mark Cavendish     | Vitalij Boets    | Ivar Slik                    | DELKO                     |
| 7            | Jasper Philipsen | José Manuel Díaz      | Jasper Philipsen   | Vitalij Boets    | Ivar Slik                    | DELKO                     |
| 8            | Mark Cavendish   | José Manuel Díaz      | Jasper Philipsen   | Vitalij Boets    | Ivar Slik                    | DELKO                     |
| 0Eindstanden | 0Eindstanden     | José Manuel Díaz      | Jasper Philipsen   | Vitalij Boets    | Ivar Slik                    | DELKO                     |

## Eindklassementen
| Plaats           | Naam                       | Ploeg                       | Tijd      |
| ---------------- | -------------------------- | --------------------------- | --------- |
| Lichtblauwe trui | José Manuel Díaz           | DELKO                       | 29u19'40" |
| 2                | Jay Vine                   | Alpecin-Fenix               | + 1"      |
| 3                | Eduardo Sepúlveda          | Androni Giocattoli-Sidermec | + 6"      |
| 4                | Jhojan García              | Caja Rural-Seguros RGA      | + 25"     |
| 5                | Merhawi Kudus              | Astana-Premier Tech         | + 28"     |
| 6                | Anthon Charmig             | Uno-X Pro Cycling Team      | + 30"     |
| 7                | Delio Fernández            | DELKO                       | + 33"     |
| 8                | Artjom Nytsj               | Gazprom-RusVelo             | + 52"     |
| 9                | Anders Halland Johannessen | Uno-X Pro Cycling Team      | + 55"     |
| 10               | Garikoitz Bravo            | Euskaltel-Euskadi           | + 1'01"   |
|                  |                            |                             |           |
| 15               | Jetse Bol                  | Burgos-BH                   | + 1'31"   |
| 48               | Jasper Philipsen           | Alpecin-Fenix               | + 10'21"  |

| Plaats      | Naam             | Ploeg                   | Punten |
| ----------- | ---------------- | ----------------------- | ------ |
| Groene trui | Jasper Philipsen | Alpecin-Fenix           | 101    |
| 2           | Mark Cavendish   | Deceuninck - Quick Step | 97     |
| 3           | André Greipel    | Israel Start-Up Nation  | 74     |
|             |                  |                         |        |
| 39          | Bodi del Grosso  | À Bloc CT               | 5      |

| Plaats    | Naam          | Ploeg                     | Berg |
| --------- | ------------- | ------------------------- | ---- |
| Rode trui | Vitalij Boets | Salcano Sakarya BB Team   | 25   |
| 2         | Danilo Celano | Team Sapura Cycling       | 22   |
| 3         | Mirco Maestri | Bardiani-CSF-Faizanè      | 11   |
|           |               |                           |      |
| 16        | Ivar Slik     | À Bloc CT                 | 3    |
| 24        | Sean De Bie   | Bingoal Pauwels Sauces WB | 2    |

| Plaats     | Naam                | Ploeg                       | Punten |
| ---------- | ------------------- | --------------------------- | ------ |
| Witte trui | Ivar Slik           | À Bloc CT                   | 13     |
| 2          | Sean De Bie         | Bingoal Pauwels Sauces WB   | 10     |
| 3          | Nicola Venchiarutti | Androni Giocattoli-Sidermec | 5      |

| Oranje trui | DELKO                     |  | 88u01'14" |
| 2           | Astana-Premier Tech       |  | + 1'04"   |
| 3           | Gazprom-RusVelo           |  | + 3'57"   |
|             |                           |  |           |
| 13          | À Bloc CT                 |  | + 16'30"  |
| 15          | Bingoal Pauwels Sauces WB |  | + 21'36"  |